# Kafr Fu
Kafr Fu (arab. كفرفو) – miejscowość w Syrii, w muhafazie Tartus. W 2004 roku liczyła 2213 mieszkańców.